# دفني عميقا
دَفني عميقاً هي رواية غامضة صدرت عام 2009 من تأليف ميغان أبوت ونشرتها دار سايمون اند شوستر. الكتاب عبارة عن قصة خيالية لجريمة عام 1931 أدينت بها ويني روث جود [الإنجليزية] بقتل امرأتين في لوس أنجلوس. تشير صحيفة دنفر بوست إلى أن "معظم السرد يلتصق بشكل وثيق بوقائع القضية، لكن المؤلف يتخيل نهاية مختلفة تمامًا، ولكنها معقولة أكثر إرضاءً من النهاية الفعلية".